# Jean-Pierre Mangin (homme politique)
Jean-Pierre Mangin est un homme politique français, né en 1761 à Longuyon (duché de Bar) et mort dans la même commune le 17 juin 1818.

## Biographie
Fils d'un greffier en chef du bailliage de Longuyon, il est lui-même homme de loi dans sa ville natale. Il siège comme administrateur du district et député de la Moselle de 1791 à 1792.

## Sources
- « Jean-Pierre Mangin (homme politique) », dans Adolphe Robert et Gaston Cougny, Dictionnaire des parlementaires français, Edgar Bourloton, 1889-1891 [détail de l’édition]